# Nainare
Nainare är en ort i Mexiko.   Den ligger i kommunen San Diego de la Unión och delstaten Guanajuato, i den centrala delen av landet, 290 km nordväst om huvudstaden Mexico City. Nainare ligger 2 092 meter över havet och antalet invånare är 130.
Terrängen runt Nainare är huvudsakligen platt, men västerut är den kuperad. Runt Nainare är det ganska glesbefolkat, med 38 invånare per kvadratkilometer. Närmaste större samhälle är San Diego de la Unión, 5,2 km norr om Nainare. Omgivningarna runt Nainare är i huvudsak ett öppet busklandskap.